# Нотр-Дам-ан-Во
Нотр-Дам-ан-Во — римско-католическая церковь, расположенная в Шалон-ан-Шампани и Вердене. Собор является главной достопримечательностью в Марне.

## История
Строительство началось около 1157 года, а закончилось в 1217 году.
Церковь была классифицирована как исторический памятник в 1840 году. В 1998 году она была включена в Список всемирного наследия ЮНЕСКО под названием «Дороги в Сен-Жак-де-Компостела во Франции».

## Архитектура
Нотр-Дам-ан-Во стал символом города Шалон-ан-Шампань. Он расположен на месте, которое уже было назначено для поклонения с девятого века. Мало что известно о церкви, которая стояла тут до постройки Нотр-Дам-ан-Во. Нынешнее здание, построенное около 1157 года и завершенное около 1217 года, является готическим памятником архитектуры, в котором сохранились следы романского влияния.
Внешний вид обрамлен четырьмя романскими башнями. До революции все четыре башни были увенчаны стрелами.

## Галерея
- Transept.
- Pipe organ.
- Jame's life in stained glass.
- West portal.
- Adoration of the Magi.
- Cloister museum.
- Cloister.